# Azerbajdzsáni vasúti múzeum
Az Azerbajdzsáni Vasúti Múzeum (azeri nyelven: Azərbaycan Dəmiryol Muzeyi) egy vasúti múzeum Bakuban, Azerbajdzsán fővárosában. A múzeumot 2019-ben nyitották meg.
A múzeum a Sabunchu vasútállomás történelmi épületében található Baku belvárosában, a Dzsafar Dzsabbarli tér (Május 28. metróállomás) közelében.

## Története
Az Azerbajdzsáni vasúti múzeum megnyitására 2019. november 19-én került sor Ilham Alijev elnök részvételével.
A COVID-19 világjárvány idején bezárt múzeumban rekonstrukciós munkálatokat végeztek, és miután új kiállítási tárgyakkal gazdagodott, 2023. december 28-án kezdte meg a látogatók fogadását.
A történelmi Sabunchu vasútállomás (a május 28-i metróállomás közelében), a bakui személypályaudvar történelmi állomáskomplexumát alkotó három épület egyike, az Azerbajdzsáni Vasúti Múzeumnak ad otthont. Ezt az épületet 1926. július 6-án, az első azerbajdzsáni villamosított vasút megnyitásának napján adták át. A bakui Sabunchu vasútállomás volt az első állomásépület, amely villamos vonatokat fogadott..
Az épület Azerbajdzsán nemzeti építészeti hagyományai alapján épült, és megjelenése és számos eleme a Shirvanshahok palotájára emlékeztet. Említésre méltóak az épület nemzeti „shabaka” művészet stílusában készült ablakai, a bejárati homlokzat felső részén a shirvánsahok korabeli díszítés, valamint az óratoronyon található kőből faragott oroszlánok.
A múzeum két kiállítóteremmel, moziteremmel, valamint kulturális és vállalati rendezvények szervezésére szolgáló termekkel rendelkezik. Olyan rendezvényeket tartanak itt, mint dedikálási napok, felolvasóórák, könyv- és művészeti kiállítások, találkozók közéleti személyiségekkel. A termekben az azerbajdzsáni vasúti ágazat fejlődési szakaszaihoz kapcsolódó különböző érdekes kiállítási tárgyak, többek között a vasút 19. századi létrehozásának történetét tükröző fotó- és videoanyagok, valamint vonatmodellek láthatók. Emellett egy fotósarkot is létrehoztak, amely Heydar Aliyev elnöknek az azerbajdzsáni vasútfejlesztés terén tett szolgálatait tükrözi.

## Képgaléria

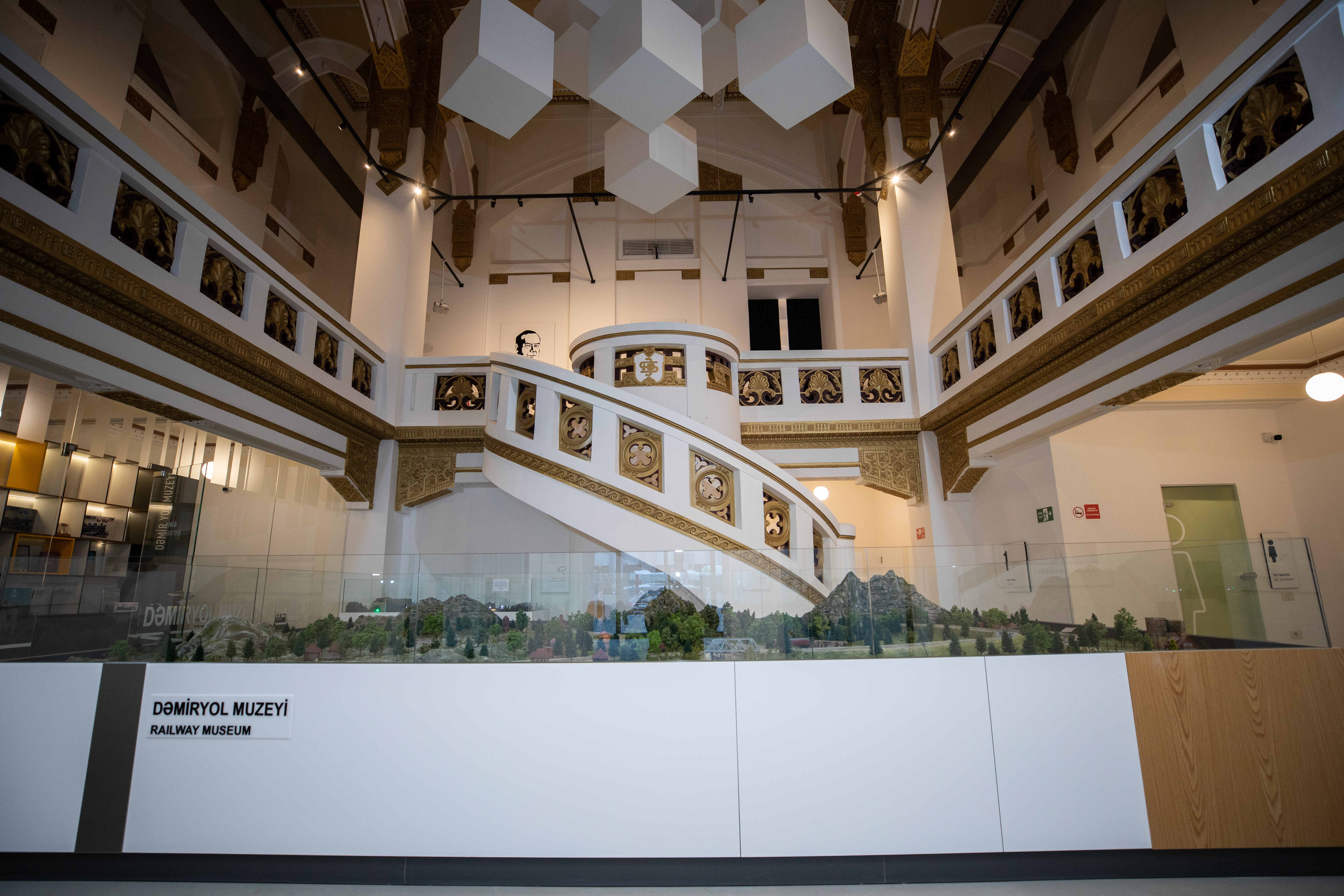
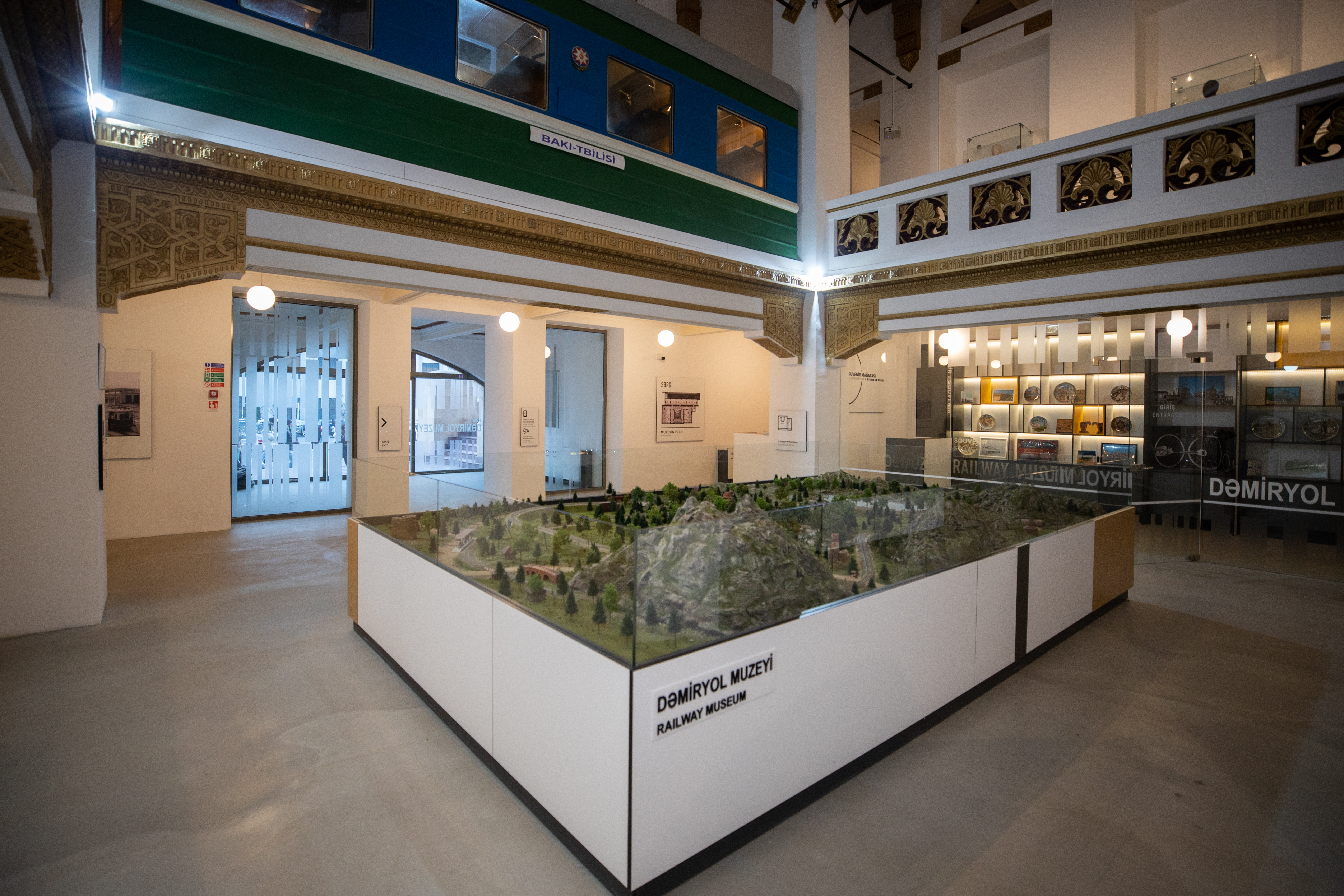
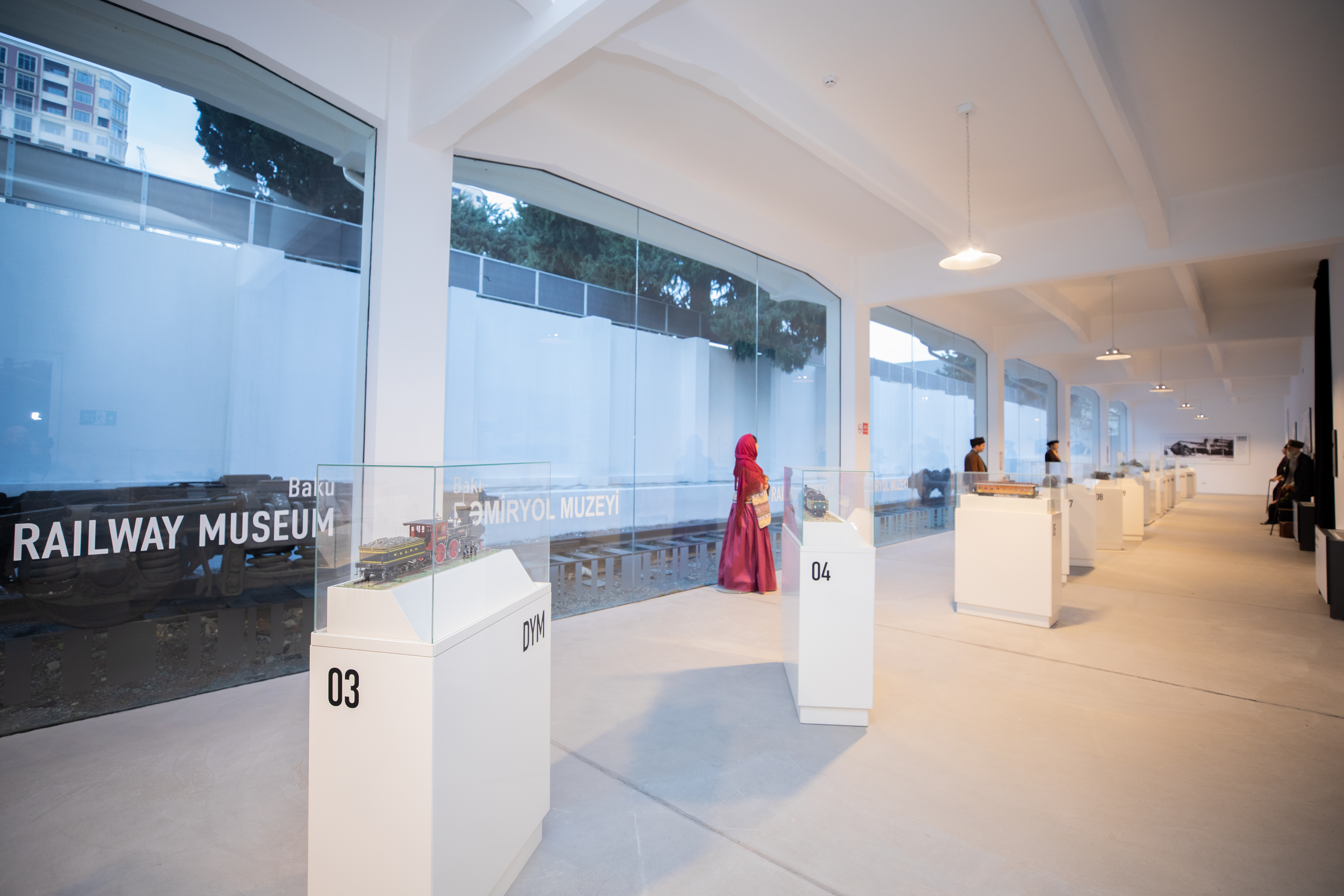
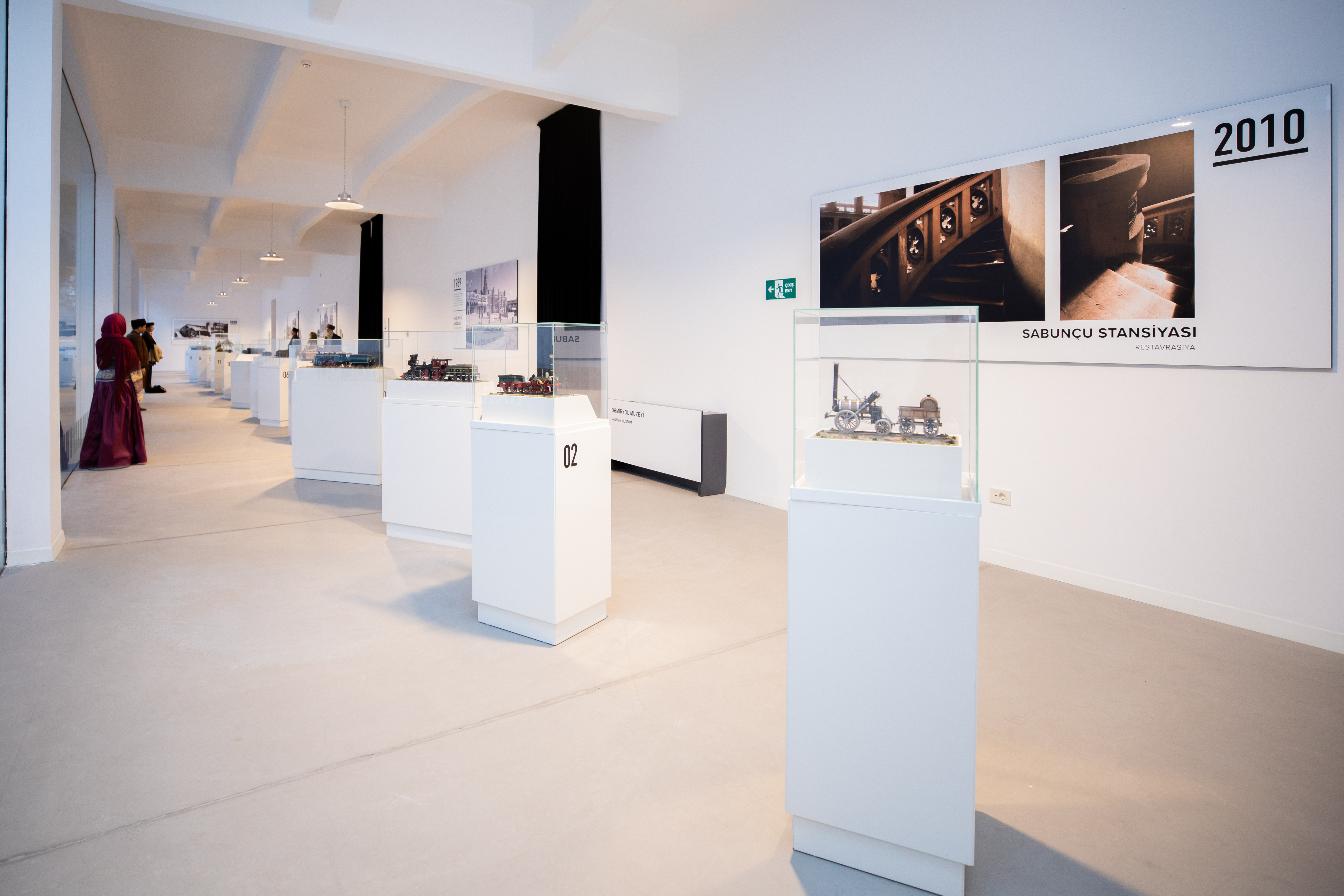
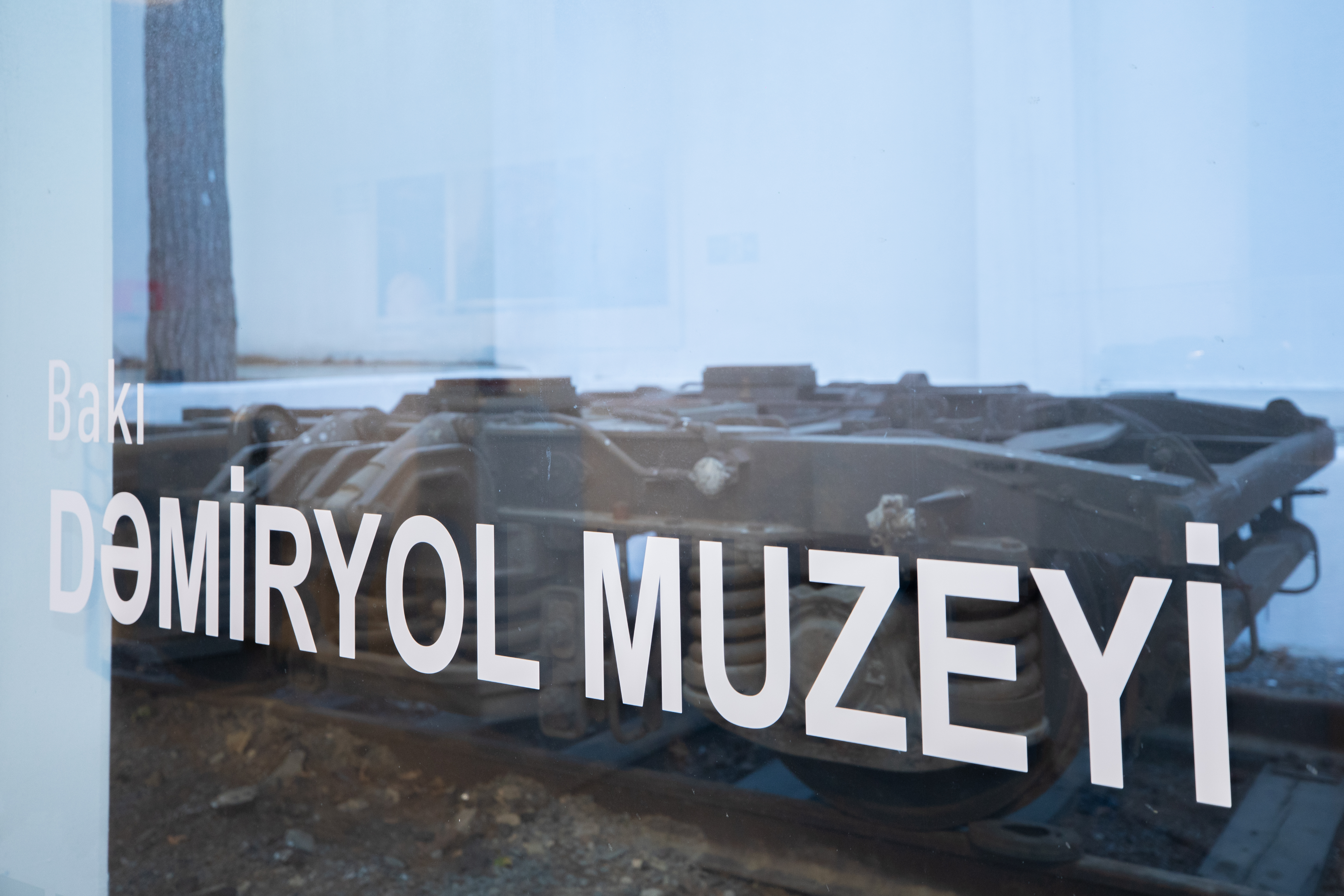
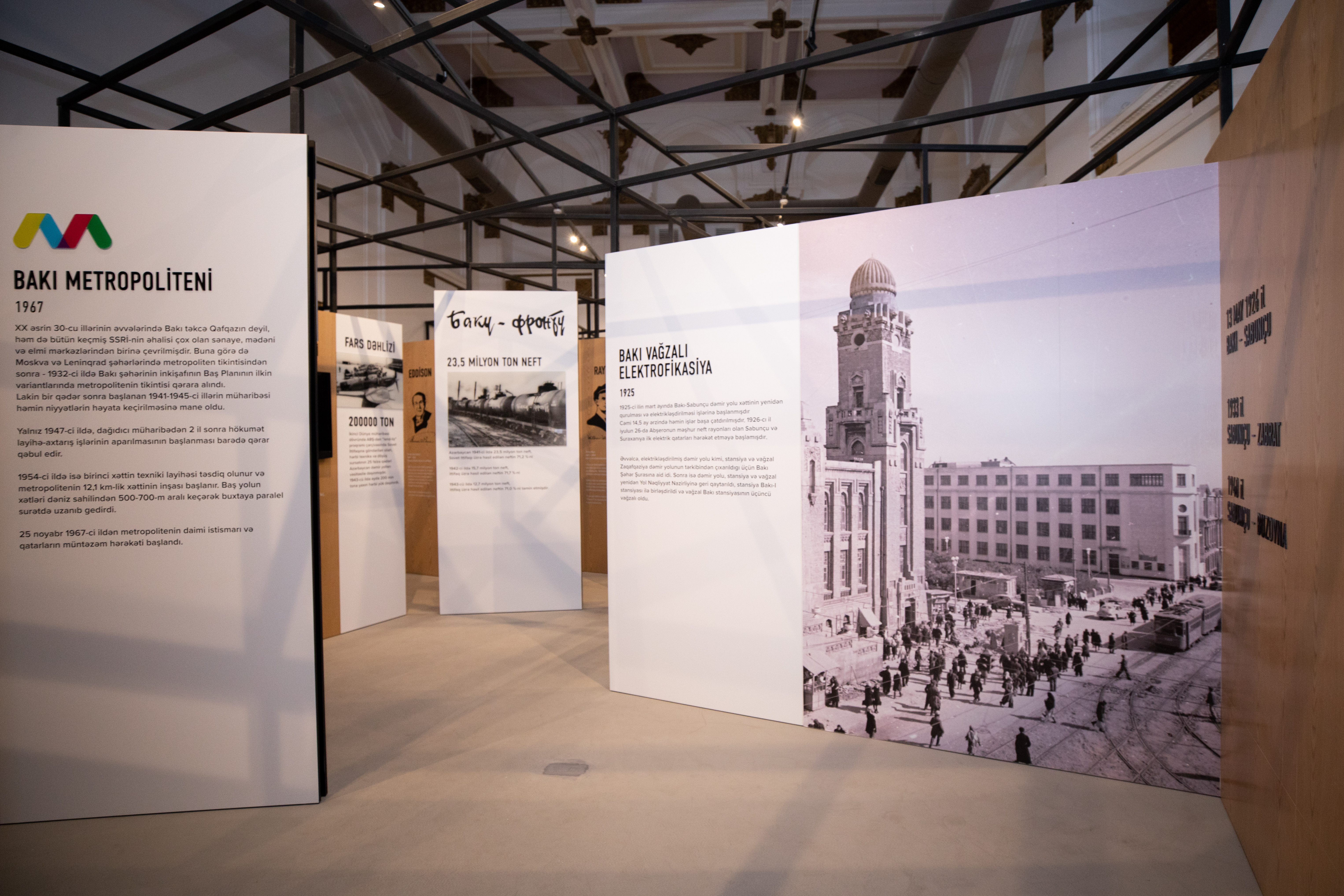
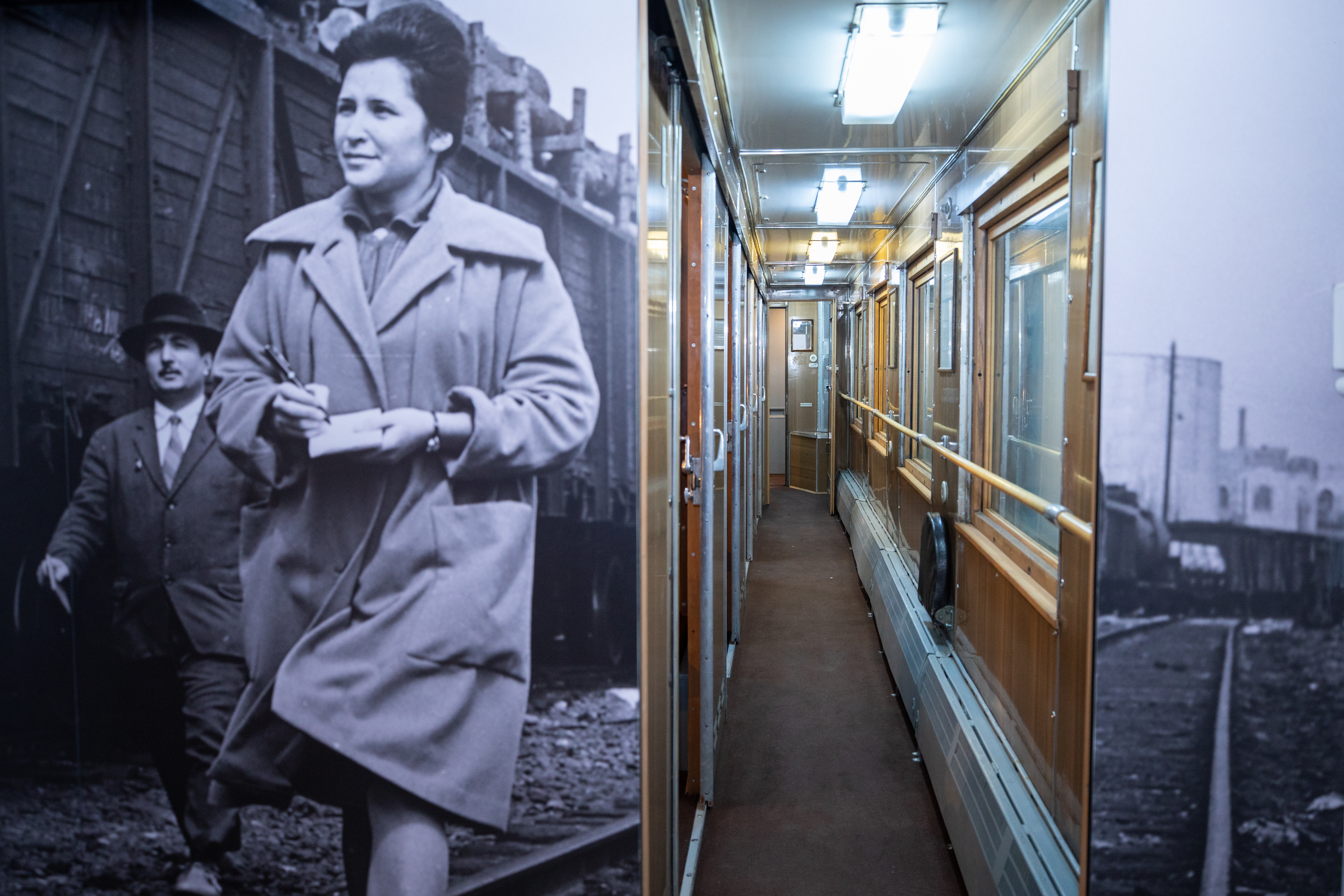
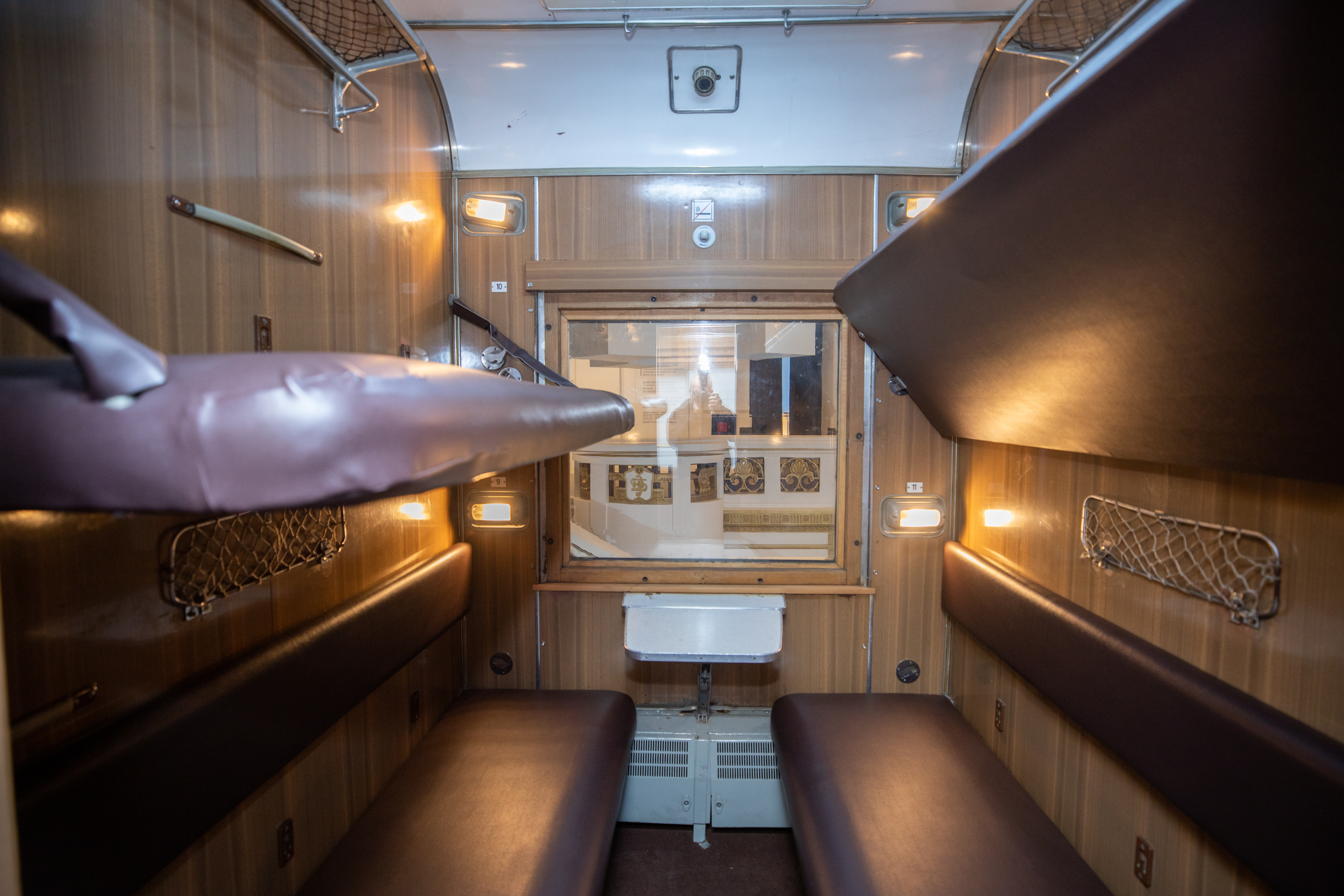
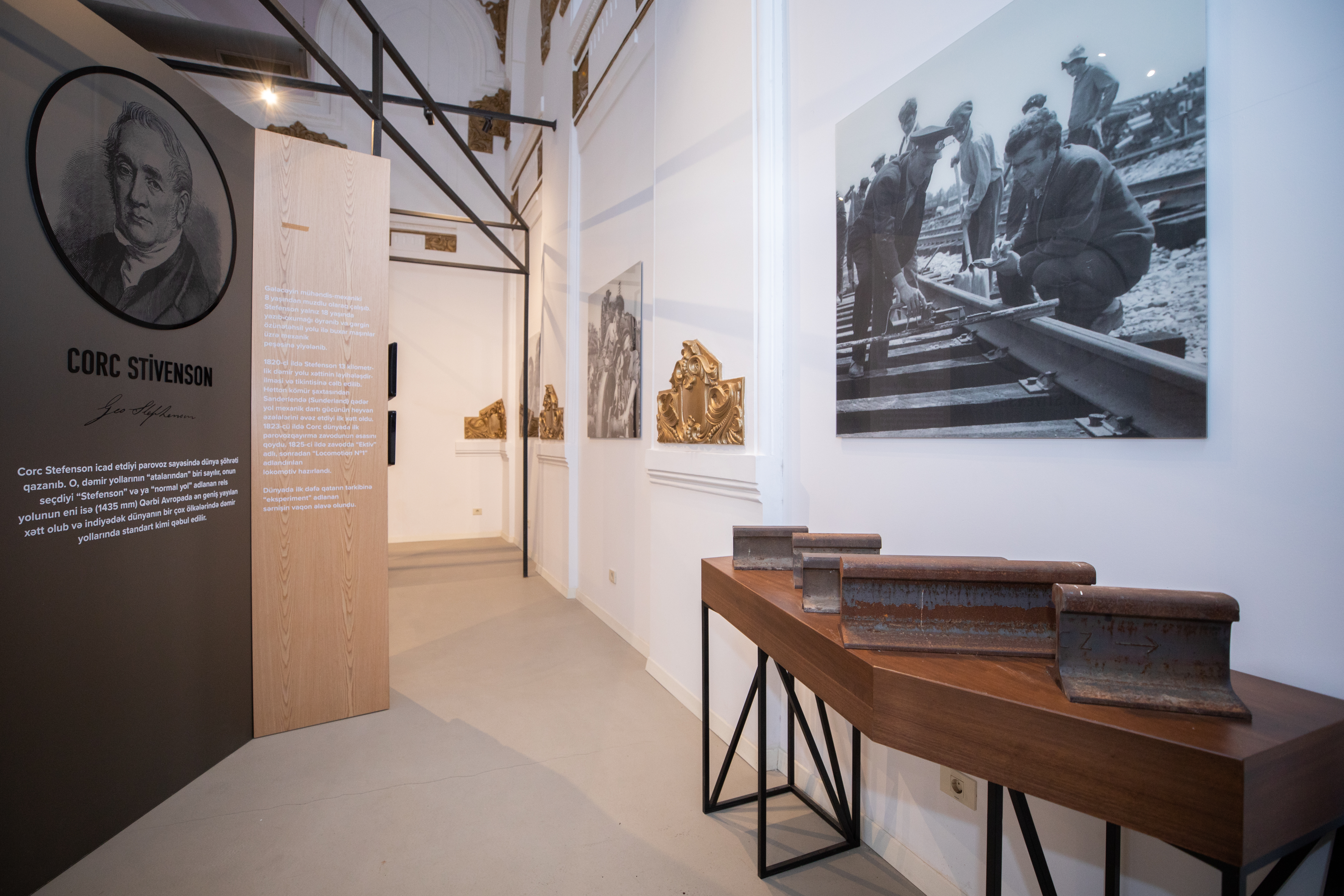